# Hypolimnas eligia
Hypolimnas eligia är en fjärilsart som beskrevs av Hans Fruhstorfer 1912. Hypolimnas eligia ingår i släktet Hypolimnas och familjen praktfjärilar. Inga underarter finns listade i Catalogue of Life.